# Petit-Samba
Pour les articles homonymes, voir Samba.
Ne doit pas être confondu avec Samba (Burkina Faso).
Petit-Samba est une commune rurale située dans le département de Yako de la province du Passoré dans la région Nord au Burkina Faso.

## Géographie
Petit-Samba se trouve à 7 km au nord du centre de Yako, le chef-lieu de la province et à environ 50 km au sud de Ouahigouya, le chef-lieu de la région Nord. La localité est traversée par la route nationale 2.

## Histoire
Depuis les années 2000, Petit-Samba est associé à des accords de coopération éducative, économique et sanitaire avec la commune suisse de Neyruz au travers de l'Association Petit-Samba.

## Santé et éducation
Petit-Samba accueille un centre de santé et de promotion sociale (CSPS) tandis que le centre médical avec antenne chirurgicale (CMA) de la province se trouve à Yako.
La commune possède une école primaire publique tandis que les études secondaires se font au lycée provincial de Yako.

## Personnalités
Jean Claude Bamogo,  auteur compositeur décédé en 2013. 